# Bruno Girard
Bruno Girard (* 25. November 1970 in Blois, Frankreich) ist ein ehemaliger Boxer und sowohl WBA-Weltmeister im Supermittelgewicht als auch regulärer WBA-Weltmeister im Halbschwergewicht.

## Profi
Girard gewann seine ersten 12 Kämpfe, aber alle nur nach Punkten. In seinem 13. Kampf musste er gegen den Bulgaren Konstantin Semerdjiev seine erste Niederlage hinnehmen. Am 7. Juni 1999 wurde er Europameister. Im Dezember desselben Jahres trat er gegen Byron Mitchell um den Weltmeistertitel im Supermittelgewicht an und erreichte nur ein Unentschieden, wodurch Mitchell den Titel behielt.
Im April des darauffolgenden Jahres fand das Rematch der beiden statt, und wieder ging es um den WBA-Weltmeistergürtel. Diesmal schlug Girard Mitchell nach Punkten und eroberte somit den Titel. 2001 erkämpfte er sich gegen Robert Koon mit einem T.-K.-o-Sieg in Runde 11 den regulären Weltmeistergürtel der WBA im Halbschwergewicht.